# Svájc és Liechtenstein kapcsolatai

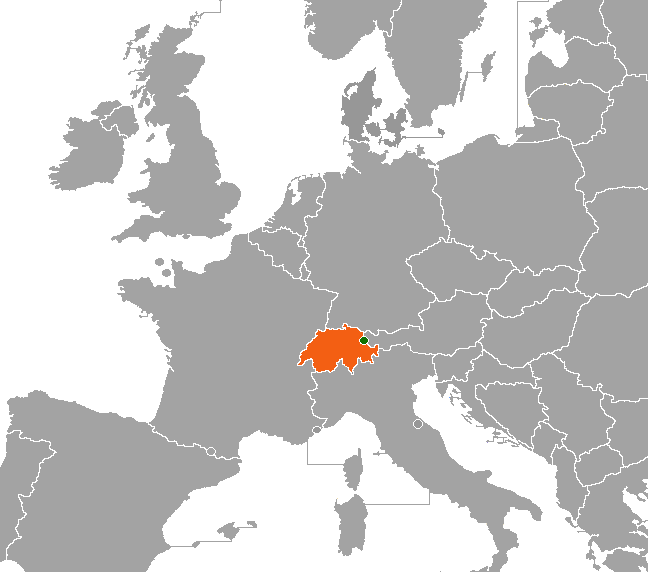
Svájc és Lichtenstein elhelyezkedése Európában

Svájc és a Liechtensteini Hercegség 1924-ben szerződést kötött, melyben lefektették a két ország kapcsolatának alapjait. Napjainkban Liechtenstein legnagyobb partnere Svájc. A konföderáció és a törpeállam kapcsolatai gazdasági (vám- és valutaügyek), valamint kül- és hadügyi jellegűek. 

## Svájc és Liechtenstein gazdasági kapcsolatai
1924-ben Svájc és Liechtenstein gazdasági megállapodást kötött, ami alapján Liechtensteinben az osztrák-magyar koronát a svájci frank váltotta fel, ami Svájc fizetőeszköze volt, így 1924-től kezdve a két ország valutaunióban áll. Svájc és Liechtenstein határai gyakorlatilag nyitottá váltak, megszűntek a vámhatárok, a liechtensteini termékek szabadon áramolhattak Svájcba és fordítva.

## Svájc és Liechtenstein hadpolitikai kapcsolatai
Az 1924-es szerződés kötelezte Svájcot arra, hogy külső támadás esetén megvédje Liechtensteint. A kicsi miniállamnak nem volt saját hadserege, sőt nem is lehetett volna igen alacsony népességszáma miatt. A hercegséget addig a K.u.K hadsereg, azaz az Osztrák–Magyar Monarchia hadserege védte, annak felbomlásával – és a Párizs környéki békeszerződések következményeképpen – a monarchia Liechtensteinnel határos utódállamának, azaz Ausztriának nem volt akkora katonai potenciálja – azaz olyan erős hadserege – hogy egy másik szuverén államot védelmezzen. Mivel az első világháborúig Liechtenstein az Osztrák-Magyar Monarchia szövetségese volt, Liechtensteint a háború után vesztes országként kezelték. Az 1920-as években Liechtenstein elfordult Ausztriától és Svájccal kívánt megállapodni. 1924-től kezdve Svájc és Liechtenstein hadpolitikai szerződést írt alá, Svájc katonai védnökséget vállalt Liechtenstein felett.

## Svájc és Liechtenstein külpolitikai kapcsolatai
Bár a szerződés nem rendelkezett a két ország külpolitikai kapcsolatáról, 1924 óta Svájc képviseli nemzetközi szervezeteknél Liechtensteint. A Svájcba küldött nagykövetségeket Liechtensteinbe is akkreditálták, a külföldre küldött svájci nagykövetségek pedig Liechtensteint is képviselik a legtöbb országban. Hogyha bármely nemzetközi eseményben az országoknak állást kell foglalni, akkor Liechtenstein Svájccal egyező véleményen lesz, igaz ez például Koszovó nemzetközi elismertségére is.